# Those Who Kill
Those Who Kill ist eine US-amerikanische Krimiserie von Glen Morgan mit Chloë Sevigny und James D’Arcy in den Hauptrollen, die auf der dänischen Serie Nordlicht – Mörder ohne Reue von Elsebeth Egholm und Stefan Jaworski basiert und für den US-Kabelsender A&E produziert wurde.
Nach einem schlechten Start wurde die Serie bereits nach der zweiten Folge aus dem Programm genommen und zum Schwestersender Lifetime Movie Network (LMN) verschoben. Insgesamt lief sie so in einem Zeitraum vom 3. März 2014 bis zum 18. Mai 2014. Am Ausstrahlungstag der letzten Episode erklärte Produzent Glen Morgan, dass die Serie nach nur einer Staffel abgesetzt werde. Eine deutsche Erstausstrahlung war ab 7. Juli 2015 bei Sat.1 emotions zu sehen.

## Handlung
Catherine Jensen, ein vor kurzem bei der Mordkommission beförderter Detective, schließt sich mit dem forensischen Psychologen Thomas Schaeffer zusammen, um gegen brutale Serienmörder zu ermitteln. Nebenbei ist sie selbst in den Fall ihres verschwundenen Bruders verstrickt, welchen sie aufzuklären versucht. Dabei hat sie ihren Stiefvater Howard Burgess, einen angesehen und einflussreichen Richter, unter Verdacht, ihren Bruder missbraucht und ermordet zu haben.

## Besetzung
Die deutsche Synchronfassung der Serie wurde bei der Scalamedia GmbH in München erstellt, das Dialogbuch stammt von Marika von Radvanyi und Katharina Seemann. Dialogregie führte Peter Woratz.
| Schauspieler    | Charakter                                      | Synchronsprecher   |
| --------------- | ---------------------------------------------- | ------------------ |
| Chloë Sevigny   | Detective Catherine Jensen                     | Kathrin Gaube      |
| James D’Arcy    | Dr. Thomas Schaeffer                           | Martin Halm        |
| James Morrison  | Commander Frank Bisgaard                       | Leon Rainer        |
| Bruce Davison   | Richter Howard Burgess                         | Reinhard Glemnitz  |
| Omid Abtahi     | Detective Jerry Molbeck                        | Nils Dienemann     |
| Kerry O’Malley  | Gerichtsmedizinerin Mia Vogel                  | Christine Stichler |
| Anne Dudek      | Benedicte Schaeffer, Thomas Schaeffers Ehefrau | Melanie Manstein   |
| Michael Rispoli | Detective Don Wilkie                           | Stefan Lehnen      |
| Kathy Baker     | Marie Burgess, Catherine Jensens Mutter        | Dagmar Dempe       |
| Michael Weston  | „The Space Cowboy“ (Walker), ein Serienmörder  | Pascal Breuer      |
| Vinessa Shaw    | Angela Early, eine gesuchte Mörderin           | Angela Wiederhut   |